# Ukryci ludzie

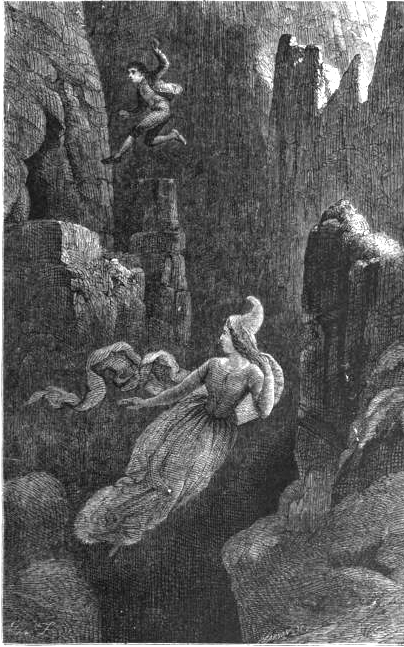
Mężczyzna skaczący w przepaść za elfką. Ilustracja nawiązująca do islandzkiej legendy o Hildur, królowej elfów

Ukryci ludzie (isl. Huldufólk) – elfy lub istoty nadprzyrodzone w folklorze islandzkim. Ukryci ludzie zazwyczaj zamieszkują kurhany, omszone wzgórza oraz skały. Podania mówią, iż ukryci ludzie wyglądają podobnie do śmiertelników, ukazują się im w zwykłych ubraniach, jednak zdradliwa jest ich uroda, którą nęcą ludzi.   

## Pochodzenie
Ukryci ludzie w folklorze islandzkim opisywani są już w jednym z najstarszych dzieł – Eddzie poetyckiej, będącej zbiorem pieśni poświęconych bogom oraz herosom i wojownikom, w którym zawarte zostały wzmianki o Huldufólk – ukrytych ludziach, a także Álfar – elfach. Wprowadzone zostało także rozróżnienie między elfami jasnymi (Ljósálfar) a elfami czarnymi (Svartálfar) oraz Wanami i Asami. Wszystkie rodzaje ludzi ukrytych mają swoje korzenie w mitologii nordyckiej, która pojawiła się na Islandii wraz z pierwszymi osadnikami.

### Chrześcijańskie pochodzenie Huldufólk
Najbardziej popularna wersja podania o powstaniu Huldufólk nawiązuje do tradycji chrześcijańskiej. Mówi się, że ukryci ludzie są potomstwem Adama i Ewy, którego istnienie para zataiła przed Bogiem. Pewnego razu, gdy Wszechwiedzący ich odwiedził, zapragnął obejrzeć ich dobytek oraz całe potomstwo. Ponieważ Ewa wcześniej nie zdążyła umyć wszystkich swoich dzieci, zataiła przed Bogiem istnienie tych wciąż brudnych. Oczywiście kłamstwo to nie umknęło uwadze Wszechwiedzącego i postanowił on, że wszystko, co zostało przed nim ukryte, pozostanie ukryte także przed ludźmi, oraz że elfy same będą mogły zadecydować, czy i kiedy ukazać się śmiertelnikom. 
Kolejne podanie mówi, iż elfy są potomstwem Adama oraz Lilith lub Alvör – nieznośnej kobiety, dla której Bóg stworzył mężczyznę, Álfura. Ze związku tychże pochodzą właśnie elfy (álfar) oraz trolle (tröll).
Trzecia „chrześcijańska” wersja powstania elfów mówi, że Huldufólk to upadłe anioły, które podczas konfliktu Szatana z Bogiem nie zajęły żadnego stanowiska. 

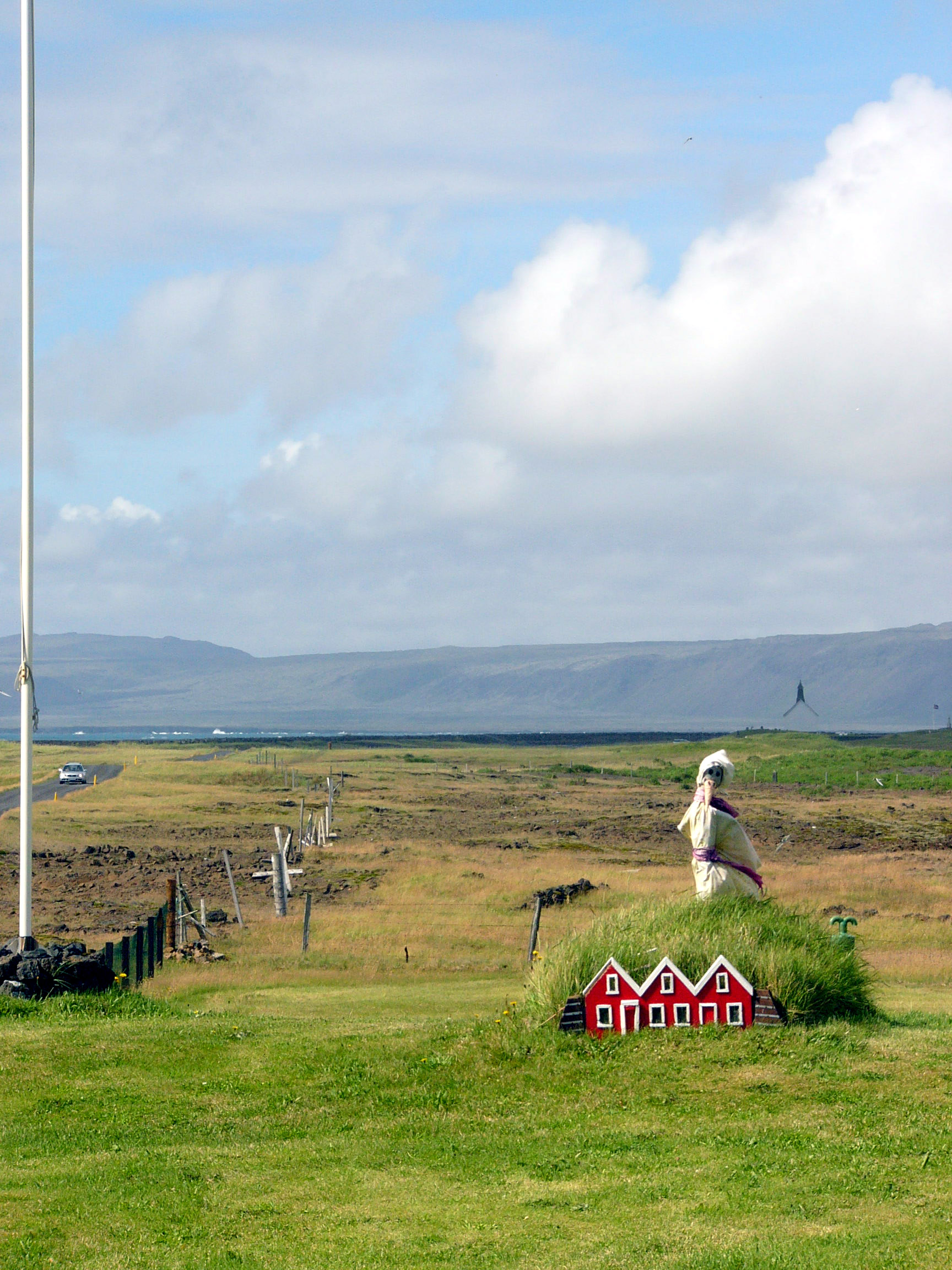
Elfie domy niedaleko Strandakirkja, południowa Islandia

## Elfy współcześnie
Obecnie niewielu Islandczyków otwarcie przyznaje się do wiary w elfy, jednak według badań przeprowadzonych przez Wydział Nauk Socjologicznych Uniwersytetu Islandzkiego w Reykjavíku w latach 2006–2007 ok. 62% badanych dopuszcza prawdopodobieństwo istnienia ukrytych ludzi. Wierzenia te mają duży wpływ na kształtowanie się społeczeństwa islandzkiego. Po pierwsze, ludowe podania i legendy mają walor dla turystyki – podróżnicy przyciągani są możliwością wybrania się np. na 90-minutowy spacer śladami elfów po Hafnarfjörður, okolicy uważanej za elfią stolicę Islandii. Po drugie, wiele planów rozbudowy dróg musiało zostać wstrzymane lub zmienione, gdyż znajdowały się one na terenie, który przez „elfie lobby” uznane były za zamieszkane przez te stworzenia. Valdimar Hafstein, folklorysta i etnolog Uniwersytetu Islandzkiego w Reykjavíku, utrzymuje, że w latach 70. z upoważnienia Administracji Dróg zatrudnił medium, aby porozumieć się z elfami, które utrudniały budowę nowej drogi.